# Балканская звезда
Ярославская табачная фабрика «Балканская звезда» — старейшая табачная фабрика России, работавшая в 1850—2017 годах. Была расположена в городе Ярославле по адресу улица Победы, дом 22.

## История
В 1850 году государственный крестьянин из деревни Фомкино Улейминской волости Угличского уезда Николай Фёдорович Дунаев основал Ярославскую табачную фабрику. В 1854 году фабрика переехала на новое место, на котором находилась до закрытия. К 1855 году на ней работали мастер (сам Дунаев), по 8 подмастерьев и чернорабочих, имелось 2 машины. Сырьём служил листовой табак из Черниговской и Полтавской губерний. Продукция реализовывалась в Ярославле и на крупных ярмарках, а с начала 1860-х годов также в Костромской и Нижегородской губерниях. С 1860 года Дунаев значился купцом.
В 1878 году в честь победы в Русско-турецкой войне фабрика получила название «Балканская звезда». К этому времени на ней работали мастер (сам Дунаев), 6 мастеровых и 60 чернорабочих. В 1880 году Николай Фёдорович умер, и владельцем фабрики стал его сын Иван Николаевич. Фабрика была полностью перестроена и значительно расширена. В 1881 году на фабрике работало уже 124 человека, имелись паровая и 2 типографские машины. В 1882 год предприятие выпустило 156 225 пудов курительного и нюхательного табака. К 1885 году были приобретены новые машины и механизмы, работало 240 мужчин и 80 женщин. Продукция фабрики неоднократно награждалась, в том числе на Боровичской выставке 1894 года, Всероссийской выставке 1896 года (фабрика удостоена права изображения на своей продукции Государственного герба), Всемирной выставке 1900 года, Лондонской выставке 1902 года.
В 1896 году фабрика стала именоваться Первой Величайшей махорочной. В 1896—1904 годах велось строительство новых зданий, было проведено электричество. К началу XX века продукция фабрики продавалась во многих городах России, а также вывозилась в Монголию, Китай и Иран. В 1903 году умер Иван Николаевич, управление фабрикой перешло к опекунам его малолетних детей. В 1908 году на фабрике поставлены новые машины, выработка доведена до 450 000 пудов в год табаку курительного и нюхательного. В 1913 году на фабрике было выработано 720 000 пудов. К 1912 году на предприятии работало более тысячи человек. К 1916 году производство махорки составило 465 000 ящиков. В 1911 году в Ярославль было доставлено около пятой части всего сырого табака, поступившего на российские предприятия. В 1911 году было учреждено акционерное общество с капиталом 4 млн рублей.
В годы Первой мировой войны началось падение доходов предприятия. Летом 1918 года в результате подавления Ярославского восстания фабрика была полностью разрушена, но уже к 1919 году её удалось частично восстановить силами рабочих. В полной мере фабрика заработала только к 1922 году.
В 1955 году произошла реконструкция, организовано сигаретное производство (махорочные сигареты). В 1957 году в состав фабрики вошёл механический завод, выпускающий технологическое оборудование и запасные части для табачной промышленности страны. В 1962 году произошла реконструкция, организовано производство папирос.
В 1992 году фабрика была акционирована. В 1993 году фабрике возвращено название «Балканская звезда». Начат выпуск собственной серии табачных марок: «Балканская звезда», «BS» и «Раут». В 1994 году состоялась реконструкция производства. В 1998 году начат выпуск сигарет «Золотое кольцо». В 2000 году запущен новый табачный цех. В середине 2000-х годов «Балканская звезда», занявшая сектор дешёвых сигарет с фильтром, входила в шестёрку крупнейших табачных производителей России, будучи единственным независимым из них.
В 2004 году ЗАО «Балканская звезда» за 147 млн евро приобрёл международный табачный концерн «Altadis», который, в свою очередь, в 2007 году был куплен международной табачной компанией «Imperial Tobacco». В 2011 году компания преобразована в ЗАО «Империал Тобакко Ярославль».
C 1 января 2017 года фабрика в Ярославле закрыта по причине падения российского рынка сигарет и ростом табачных акцизов.

## Продукция
Последние годы работы фабрика выпускала сигареты с фильтром «Балканская звезда» (классика, особые, крепкие, лёгкие, мягкий вкус), «Золотое кольцо» (без уточнения, особые, классика, лёгкие), «Прима», «Искра» (полный вкус, лёгкие) и сигареты без фильтра «Прима» (без уточнения, войсковая) и «Искра» (№ 1, 2, 3).